# Aeropuerto Internacional La Tontouta
El Aeropuerto Internacional La Tontouta (en francés, Aéroport international de Nouméa - La Tontouta) (IATA: NOU, ICAO: NWWW) es el principal aeropuerto internacional de Nueva Caledonia. El aeropuerto se encuentra en el municipio de Païta, aproximadamente 52 km al noroeste de Numea, la capital regional y la ciudad grande más cercana en la región. En el año 2018, 538 791 pasajeros utilizaron el aeropuerto.

## Historia

### Segunda Guerra Mundial
Las unidades de la USAAF que se encontraban aquí eran:
- 64.º Escuadrón de Transporte de Tropas, operando con C-47 en 1943.
- 67.º Escuadrón de Combate, operando con P-39 desde el 17 de marzo de 1942 hasta el 24 de abril de 1943.

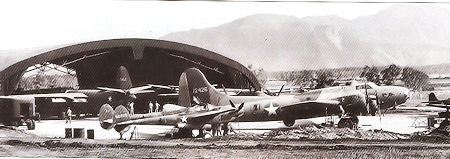
Boeing B-17 Flying Fortress del 11.º Grupo de Bombardeo, 43.º Escuadrón de Bombardeo, en Tontouta, Nueva Caledonia, agosto de 1942.

Las unidades del USMC que se encontraban aquí eran:
- VMFA-212 con F4F.
- VMFA-251 con F4F desde junio de 1942 a agosto de 1942.

### Expansión de la terminal

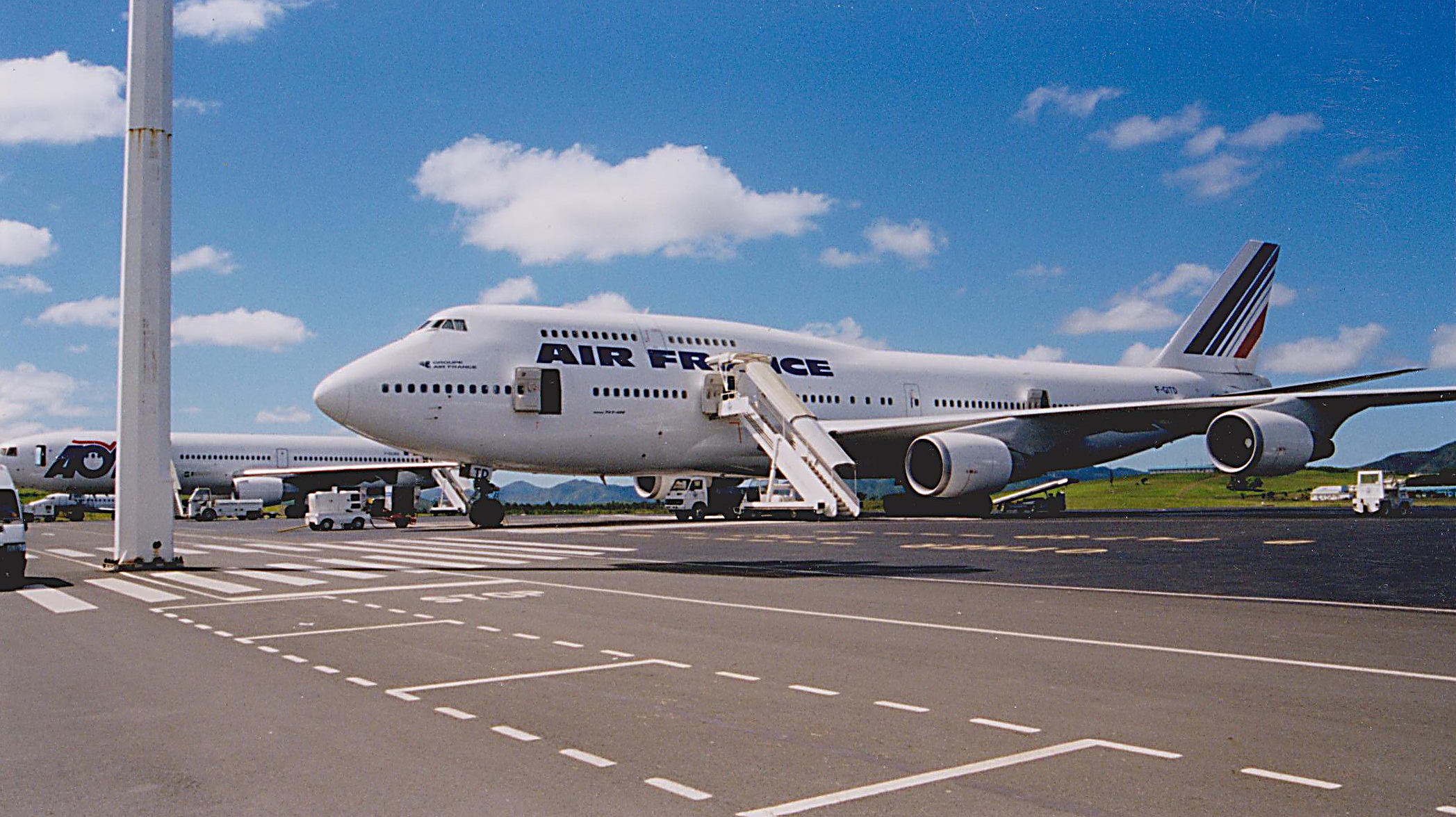
Un Boeing 747-400 de Air France en el aeropuerto de La Tontouta en febrero de 2000.

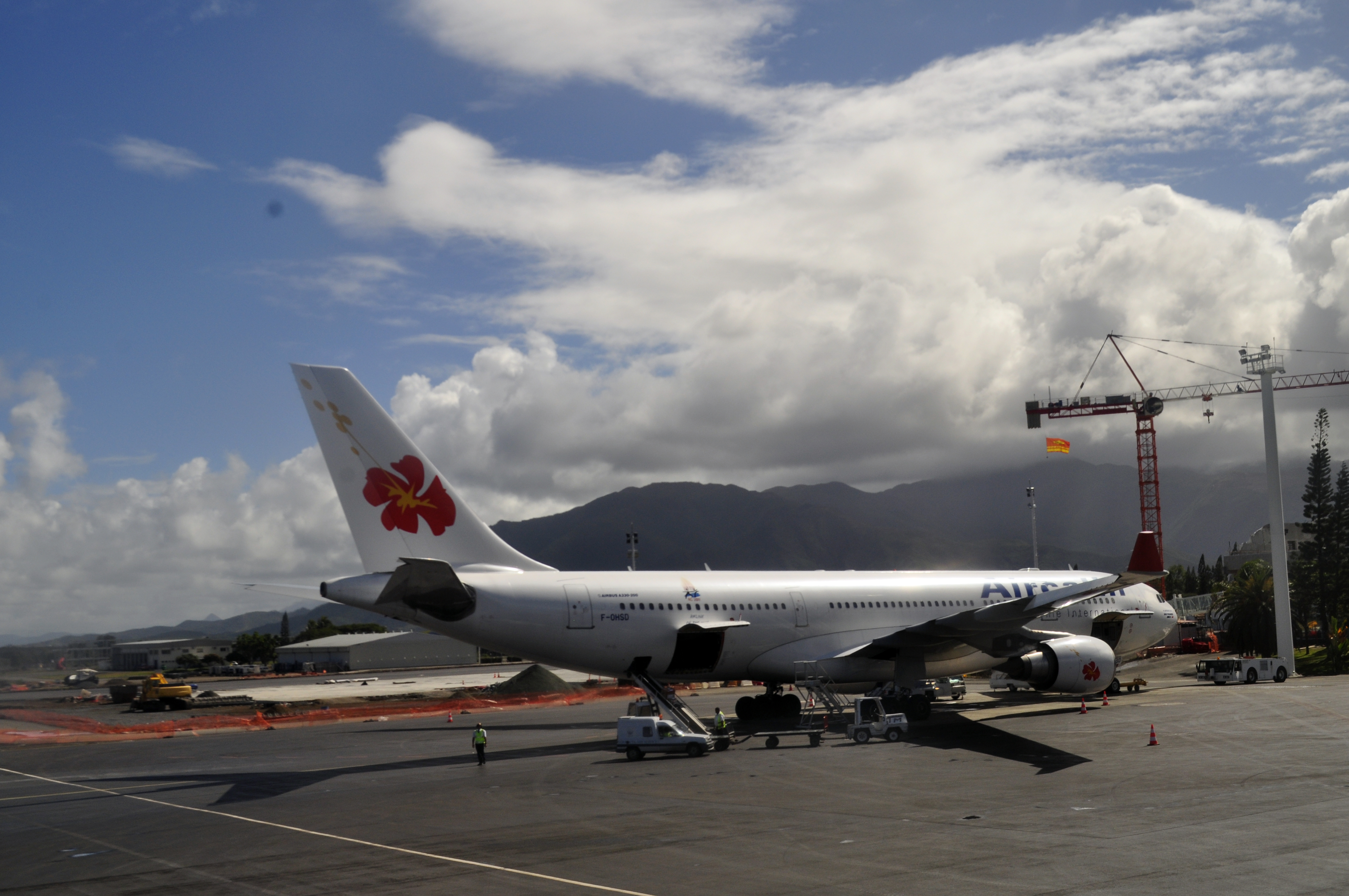
Un Air Calin Airbus A330-200 en el aeropuerto en julio de 2011, con la remodelación de la terminal en marcha en el fondo.

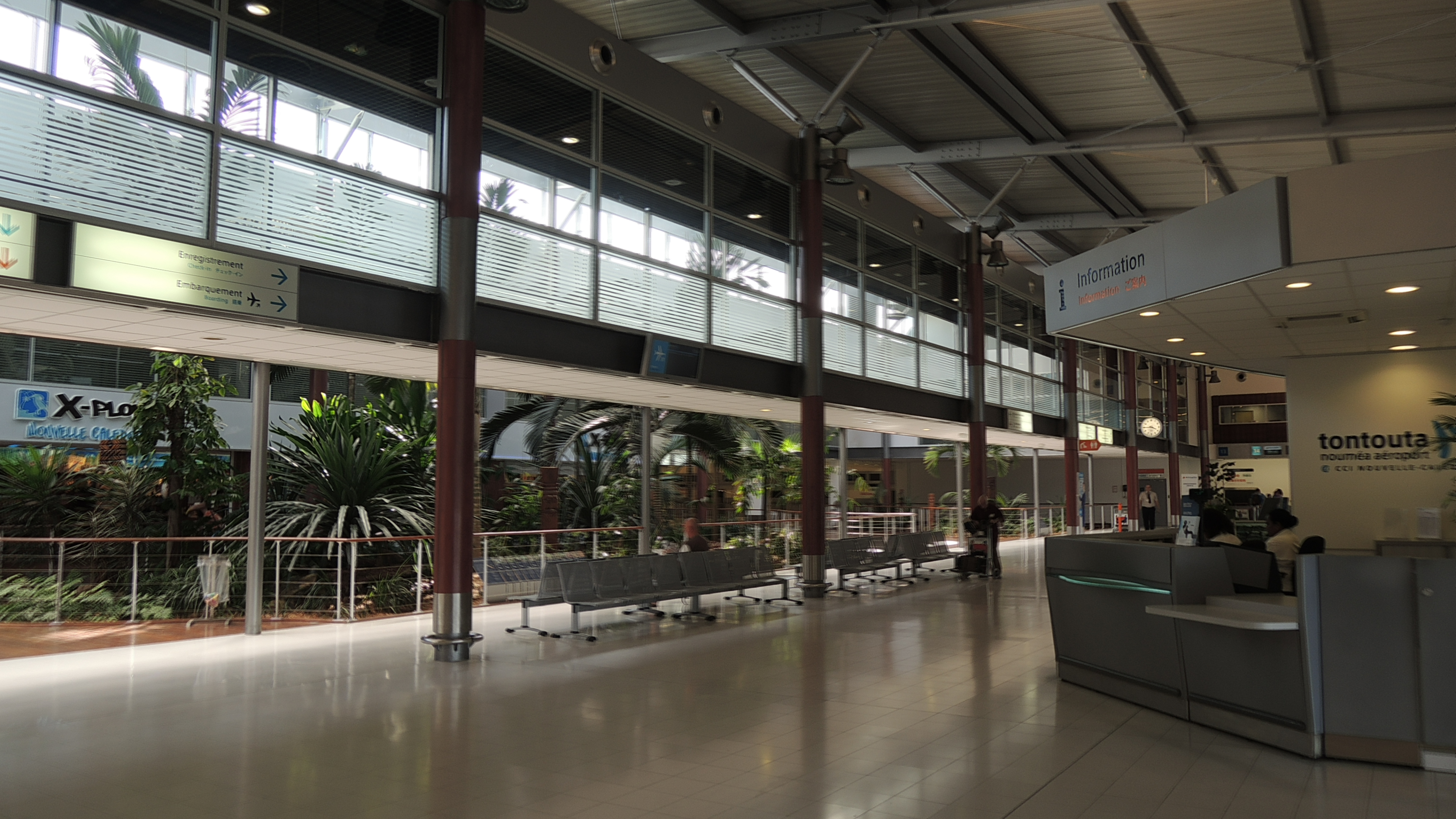
Un jardín en la planta baja de la terminal.

Una importante expansión de la terminal del aeropuerto se completó en 2012 después de varios años de trabajo. El proyecto resultó en un aumento significativo en el tamaño de la terminal e incluyó un área de nuevos arribos, un área de registro más grande y la instalación de dos pasarelas de acceso. La terminal ahora tiene cinco puestos capaces de manejar aviones comerciales, dos de los cuales son atendidos por las dos nuevas pasarelas y tres de los cuales utilizan escaleras para acceder al avión. Además, el aeropuerto tiene varios puestos más diseñados para manejar aviones más pequeños.

## Aerolíneas y destinos

### Pasajeros
| Aerolíneas      | Destinos |
| --------------- | --- |
| Air New Zealand | Auckland |
| Air Vanuatu     | Luganville, Port Vila |
| Aircalin        | Auckland, Brisbane, Melbourne, Nadi, Osaka-Kansai, Papeete, Port Vila, Sídney, Tokio-Narita, Wallis Chárter: Hangzhou, Tianjin |
| Qantas          | Sídney, Brisbane |

### Carga
| Aerolíneas          | Destinos |
| ------------------- | -------- |
| Pacific Air Express | Brisbane |

## Estadísticas
| Año  | Pasajeros | Carga (t) | Aviones comerciales Movimientos |
| ---- | --------- | --------- | ------------------------------- |
| 2000 | 359 839   | 5244      | 3111                            |
| 2001 | 348 025   | 5061      | 3118                            |
| 2002 | 359 293   | 5094      | 3349                            |
| 2003 | 371 247   | 5197      | 3128                            |
| 2004 | 388 308   | 5200      | 3330                            |
| 2005 | 409 096   | 5566      | 3254                            |
| 2006 | 415 813   | 5451      | 3290                            |
| 2007 | 445 305   | 5606      | 3440                            |
| 2008 | 457 387   | 6220      | 3661                            |
| 2009 | 462 698   | 5809      | 3730                            |
| 2010 | 479 803   | 6221      | 3797                            |
| 2011 | 492 830   | 6299      | 3787                            |
| 2012 | 486 171   | 5632      | 3814                            |
| 2013 | 476 174   | 4953      | 3701                            |
| 2014 | 479 843   | 4870      | 3822                            |
| 2015 | 497 718   | 4811      | 3891                            |
| 2016 | 515 166   | 4407      | 4052                            |
| 2017 | 529 349   | 4277      | 3749                            |
| 2018 | 538 791   | 4049      | 3746                            |